# Dave Doran
Dave Doran [de nacimiento David Dransky] (Albany, Nueva York, 4 de octubre de 1909 - Gandesa, abril de 1938), fue un activista estadounidense de origen judío y de ideología comunista que formó parte de las Brigadas Internacionales durante la guerra civil española.
Se había afiliado al Partido Comunista de los Estados Unidos en 1930 y destacó como líder sindicalista con trabajadores agrícolas de Alabama, trabajadores textiles de Carolina del Norte y mineros de carbón en Pensilvania. En 1936 dirigía las actividades sindicales. En 1937, Doran se integró en el Batallón Abraham Lincoln, dispuesto a luchar por la legalidad republicana durante la guerra civil española. En el verano de 1937, Doran fue nombrado comisario político de la brigada cuando Steve Nelson fue herido en la batalla de Belchite y se hizo cargo de los defensores capturados. Fue un hombre cercano a Robert Minor, el representante estadounidense del Komintern en España. En la retirada republicana del frente de Aragón, Dave Doran murió en combate cerca de Gandesa, junto con Robert Hale Merriman.